# Totems de Seattle
Les Totems de Seattle sont une franchise de hockey sur glace professionnelle de Seattle dans l'État de Washington. Ils jouaient leurs matchs à domicile au Mercer Arena puis au Seattle Center Coliseum. Le 5 janvier 1974, les Totems deviennent la première équipe américaine à jouer contre l'équipe nationale soviétique.

## Historique
En 1943, l'équipe amateur des Seattle Isacsson Iron Workers est créée en référence à l'entreprise Isaacson Iron Works construction and shipbuilding company. L'année suivante, elle devient membre de la Pacific Coast Hockey League, nouvelle ligue de hockey sur glace, sous le nom d'Ironmen de Seattle. Lorsque la PCHL devient la Western Hockey League en 1952, Frank Dotten, propriétaire des Ironmen en profite pour changer le nom de l'équipe en Bombers de Seattle. En 1954, la franchise cesse ses activités, en raison de difficultés financières. Son propriétaire ne parvenant pas à les résorber, la ligue organise alors un an plus tard la vente de la franchise qui est rachetée par Bill Veneman. Ce dernier renomme à nouveau la franchise qui devient les Americans de Seattle. En 1958, Veneman qui ne parvient pas non plus à faire de la franchise un investissement rentable la vend à un groupe d'investisseurs. Ces derniers veulent renommer l'équipe et pensent tout d'abord à Jets de Seattle, en référence au surnom de la ville, Jet City, mais sur la suggestion d'un journaliste sportif local, le nouveau nom devient celui des Totems de Seattle, en référence aux amérindiens.
Lorsque la WHL cesse ses activités en 1974, l'équipe intègre la Ligue centrale de hockey, mais elle termine à la dernière place de sa division, faisant tomber la moyenne de spectateurs à 2 500 par match. Cette baisse de fréquentation conjuguée à la menace d'une expansion de la Ligue nationale de hockey à Seattle provoque l'arrêt définitif de la franchise après cette unique saison dans la LCH.

## Statistiques

### En PCHL
| Saison    | PJ | V  | D  | N  | BP  | BC  | Pts | Classement        | Séries éliminatoires | Entraîneur                   |
| --------- | -- | -- | -- | -- | --- | --- | --- | ----------------- | -------------------- | ---------------------------- |
| 1944-1945 | 27 | 20 | 6  | 1  | 161 | 84  | 43  | 1er division Nord |                      | Frank Dotten                 |
| 1945-1946 | 58 | 29 | 29 | 0  | 251 | 214 | 58  | 3e division Nord  | Éliminés au 1er tour | Frank Dotten                 |
| 1946-1947 | 60 | 34 | 25 | 1  | 263 | 195 | 69  | 2e division Nord  | Éliminés au 2e tour  | Frank Dotten                 |
| 1947-1948 | 66 | 42 | 21 | 3  | 311 | 239 | 87  | 1er division Nord | Éliminés au 2e tour  | Frank Dotten                 |
| 1948-1949 | 70 | 29 | 36 | 5  | 225 | 246 | 63  | 5e division Nord  | Non qualifiés        | Frank Dotten                 |
| 1949-1950 | 70 | 32 | 27 | 11 | 212 | 237 | 75  | 4e division Nord  | Éliminés au 1er tour | Frank Dotten Dave Downie     |
| 1950-1951 | 70 | 23 | 36 | 11 | 214 | 249 | 57  | 3e                | Non qualifiés        | Danny Sprout Frank Dotten    |
| 1951-1952 | 70 | 30 | 31 | 9  | 252 | 280 | 69  | 4e                | Éliminés au 1er tour | Tony Hemmerling Danny Sprout |

### EN WHL
| Saison    | PJ | V  | D  | N  | BP  | BC  | Pts | Classement         | Séries éliminatoires | Entraîneur                |
| --------- | -- | -- | -- | -- | --- | --- | --- | ------------------ | -------------------- | ------------------------- |
| 1952-1953 | 70 | 30 | 32 | 8  | 222 | 225 | 68  | 5e                 | Éliminés au 1er tour | Lloyd Ailsby              |
| 1953-1954 | 70 | 22 | 41 | 7  | 209 | 248 | 51  | 7e                 | Non qualifiés        | Muzz Patrick Frank Dotten |
| 1955-1956 | 70 | 31 | 37 | 2  | 201 | 243 | 64  | 4e division Coast  | Non qualifiés        | Billy Reay                |
| 1956-1957 | 70 | 36 | 28 | 6  | 263 | 225 | 78  | 1er division Coast | Éliminés au 2e tour  | Keith Allen               |
| 1957-1958 | 70 | 32 | 32 | 6  | 244 | 231 | 70  | 3e division Coast  | Éliminés au 2e tour  | Keith Allen               |
| 1958-1959 | 70 | 40 | 27 | 3  | 277 | 225 | 83  | 1er division Coast | Vainqueurs           | Keith Allen               |
| 1959-1960 | 70 | 38 | 28 | 4  | 270 | 219 | 80  | 2e                 | Éliminés au 1er tour | Keith Allen               |
| 1960-1961 | 70 | 37 | 28 | 5  | 262 | 222 | 79  | 4e                 | Finalistes           | Keith Allen               |
| 1961-1962 | 70 | 36 | 29 | 5  | 244 | 222 | 77  | 2e division Nord   | Éliminés au 1er tour | Keith Allen               |
| 1962-1963 | 70 | 35 | 33 | 2  | 239 | 237 | 72  | 2e division Nord   | Finalistes           | Keith Allen               |
| 1963-1964 | 70 | 29 | 35 | 6  | 247 | 228 | 64  | 5e                 | Non qualifiés        | Keith Allen               |
| 1964-1965 | 70 | 36 | 30 | 4  | 204 | 198 | 76  | 2e                 | Éliminés au 1er tour | Keith Allen               |
| 1965-1966 | 72 | 32 | 37 | 3  | 231 | 256 | 67  | 5e                 | Non qualifiés        | Bobby Kromm               |
| 1966-1967 | 72 | 39 | 26 | 7  | 228 | 195 | 85  | 2e                 | Vainqueurs           | William MacFarland        |
| 1967-1968 | 72 | 35 | 30 | 7  | 207 | 199 | 77  | 2e                 | Vainqueurs           | William MacFarland        |
| 1968-1969 | 74 | 33 | 30 | 11 | 236 | 238 | 77  | 4e                 | Éliminés au 1er tour | William MacFarland        |
| 1969-1970 | 73 | 30 | 35 | 8  | 240 | 260 | 68  | 4e                 | Éliminés au 1er tour | William MacFarland        |
| 1970-1971 | 72 | 27 | 36 | 9  | 223 | 260 | 63  | 5e                 | Non qualifiés        | Larry Popein              |
| 1971-1972 | 72 | 12 | 53 | 7  | 175 | 331 | 31  | 6e                 | Non qualifiés        | Charlie Holmes            |
| 1972-1973 | 72 | 26 | 32 | 14 | 270 | 286 | 66  | 5e                 | Non qualifiés        | Phil Maloney              |
| 1973-1974 | 78 | 32 | 42 | 4  | 288 | 319 | 68  | 5e                 | Non qualifiés        | Phil Maloney Rudy Filion  |

### En LCH
| Saison    | PJ | V  | D  | N  | BP  | BC  | Pts | Classement       | Séries éliminatoires | Entraîneur        |
| --------- | -- | -- | -- | -- | --- | --- | --- | ---------------- | -------------------- | ----------------- |
| 1974-1975 | 78 | 29 | 38 | 11 | 258 | 296 | 69  | 4e division Nord | Non qualifiés        | Orland Kurtenbach |

## Logos successifs

Logo des Americans
Logo des Totems de 1958 à 1965
Logo des Totems de 1965 à 1974

## Crédit d'auteurs
- (en) Cet article est partiellement ou en totalité issu de l’article de Wikipédia en anglais intitulé « Seattle Totems » (voir la liste des auteurs).